# Mutzenbacher-Entscheidung
Die Mutzenbacher-Entscheidung ist eine Entscheidung des Bundesverfassungsgerichts aus dem Jahre 1990, in der das Gericht seine Auslegung der Kunstfreiheitsgarantie des Grundgesetzes des Artikel 5 Abs. 3 Grundgesetz (GG) verstetigte und feststellte, dass auch Pornografie Kunst sein könne. (Beschluss des Ersten Senats vom 27. November 1990, Az.: 1 BvR 402/87, veröffentlicht in der amtlichen Sammlung BVerfGE 83, 130).

## Hintergrund
Josefine Mutzenbacher oder Die Geschichte einer Wienerischen Dirne von ihr selbst erzählt ist ein 1906 im Privatdruck in Wien erschienener Roman, der in den 1960er Jahren von der Bundesprüfstelle für jugendgefährdende Schriften in den Ausgaben zweier kleiner Verlage in die Liste der jugendgefährdenden Schriften aufgenommen worden war, nachdem zwei Strafgerichte ihn wegen seines pornografischen Inhalts für unzüchtig erklärt hatten. Ende 1978 nahm der Rowohlt Verlag das Werk in sein Programm auf, fügte dem Roman ein Vorwort und im Abspann ein Glossar zur wienerischen Dirnensprache hinzu und beantragte, weil er das Buch ungehindert vertreiben wollte, im Januar 1979 bei der Bundesprüfstelle die Streichung der indizierten Fassungen aus der Liste der jugendgefährdenden Schriften mit der Begründung, der Roman sei nach heutiger Auffassung ein Kunstwerk. Nachdem zwei von der Bundesprüfstelle eingeholte Kunstgutachten zu dem Ergebnis kamen, dass es sich nicht um Kunst handele, lehnte das 12er-Gremium der Bundesprüfstelle den Antrag auf Listenstreichung ab und nahm die Ausgabe des Rowohlt Verlags wegen der wesentlichen Inhaltsgleichheit mit den bereits indizierten Ausgaben ebenfalls in die Liste auf. In der Begründung hieß es, der Roman sei schwer jugendgefährdend, weil er unter Ausklammerung aller sonstigen menschlichen Bezüge die sexuellen Vorgänge um die Titelheldin in grob aufdringlicher Weise in den Vordergrund stelle. Kinderprostitution und Promiskuität würden positiv beurteilt und darüber hinaus sogar verharmlost und verherrlicht. Der Roman sei nichts weiter als eine „pornographische Stellensammlung“ und „Strichliste“ über die sexuellen Aktivitäten der Titelheldin. Probleme von Pornografie und Inzest würden nicht künstlerisch verarbeitet, sondern allein zur Verschärfung des Reizes eingesetzt.
Gegen diese Entscheidung klagte der Rowohlt Verlag und unterlag in allen verwaltungsgerichtlichen Instanzen. Daraufhin erhob er Verfassungsbeschwerde wegen Verletzung seiner Kunstfreiheit.

## Die Entscheidung des Bundesverfassungsgerichts
Das Bundesverfassungsgericht knüpfte zunächst an seine bisherige Rechtsprechung zum Kunstbegriff (Vorläufer waren Mephisto-Entscheidung und Anachronistischer Zug) an: Kunst sei „Ergebnis freier schöpferischer Gestaltung, in der Eindrücke, Erfahrungen und Phantasien“ des Künstlers „durch das Medium einer bestimmten Formensprache zur unmittelbaren Anschauung gebracht werden.“ Diese Merkmale weise auch der verfahrensgegenständliche Roman auf. Dass der Roman zugleich Pornografie sei, schließe seine Kunsteigenschaft nicht aus. Die Anerkennung als Kunst dürfe nicht von einer staatlichen Stil-, Niveau- und Inhaltskontrolle abhängig gemacht werden.
Zwar sei die Kunstfreiheit in Art. 5 Abs. 3 GG vorbehaltslos gewährleistet, doch sind ihr durch die Grundrechte anderer sowie durch mit Verfassungsrang ausgestattete Rechtsgüter Grenzen gezogen. Eine Indizierung aus Gründen des Jugendschutzes sei deshalb nicht grundsätzlich ausgeschlossen. Nach wiederholter Rechtsprechung des BVerfG sei der Schutz der Jugend vor Gefährdungen nach einer vom Grundgesetz selbst getroffenen Wertung ein Ziel von bedeutsamem Rang und ein wichtiges Gemeinschaftsanliegen. Die Schranken der Kunstfreiheit können sich einmal aus Art. 2 Abs. 1 GG ergeben, dem gesicherten Recht von Kindern und Jugendlichen auf eine ungestörte, von Jugendgefährdungen unbeeinträchtigte Entwicklung ihrer Persönlichkeit. Aber auch das Recht der Eltern gemäß Art. 6 Abs. 1 GG, ihre Kinder in ihrem Sinn erziehen und von schädlichen Einflüssen bewahren zu dürfen, kommt als Schranke der Kunstfreiheit in Betracht.
Das Bundesverfassungsgericht hob somit die Entscheidung der Bundesprüfstelle auf und stellte der Behörde anheim, unter Beachtung seiner Rechtsprechung erneut über eine Listenaufnahme zu befinden.

## Spätere Reaktion der Bundesprüfstelle für jugendgefährdende Medien
Aufgrund der Entscheidung des Bundesverfassungsgerichts setzte die Bundesprüfstelle den Roman 1992 nochmals auf den Index, diesmal mit der Begründung, es handele sich um besonders gefährliche Kinderpornografie. Mit Entscheidung vom 9. November 2017 strich die Bundesprüfstelle den Roman von der Liste jugendgefährdender Medien.